# Žunjeviće
Žunjeviće (cyr. Жуњевиће) – wieś w Serbii, w okręgu raskim, w mieście Novi Pazar. W 2011 roku liczyła 363 mieszkańców.